# Roland Sandberg
Roland Sandberg (Karlskrona, 16 de desembre de 1946) és un exfutbolista suec de la dècada de 1970.

## Trajectòria esportiva
Començà la seva carrera a l'Åtvidabergs FF suec, d'on passà al club alemany 1. FC Kaiserslautern el 1973. Hi romangué quatre temporades, disputant 118 partits i marcant 61 gols. Amb la selecció sueca jugà 37 partits i marcà 15 gols entre 1969 i 1976. Marcà dos gols al Mundial de 1974.